# Landrethun-lès-Ardres

Landrethun-lès-Ardres este o comună în departamentul Pas-de-Calais, Franța. În 1 ianuarie 2022 avea o populație de 792 de locuitori.